# Аркади Стоянов
Аркади Парашкевов Стоянов (Аркадий Параскевов Стоянов) е български математик и университетски преподавател, професор.

## Биография
Роден е на 24 ноември 1896 г. в Ловеч. Син е на лекаря проф. Параскев Стоянов и на д-р Нина Стоянова. През 1903 г. семейството се установява в Плевен, а през 1905 г. – във Варна. През 1915 г. завършва Варненската гимназия с отличие. Взема участие в Първата световна война. През 1920 г. завършва математика в Софийския университет и става асистент в катедра „Аналитична механика“. От 1921 до 1923 г. специализира в Нанси, Франция, като стипендиант на френското правителство. Слуша лекции в Сорбоната в Париж. От 1927 г. е доцент, а от 1931 г. – извънреден професор в катедра Техническа механика в Софийския университет. През 1941 – 1942 г. специализира в Цюрих, Швейцария. Там получава степен „Licencie es sciences“. През 1942 г. е избран за редовен професор, а от 1950 г. е ръководител на катедра Техническа механика при Държавното висше техническо училище в София. Умира на 19 март 1963 г. в София. Личният му архив се съхранява във фонд 1131К в Централен държавен архив. Той се състои от 236 архивни единици от периода 1871 – 1970 г.

## Научна дейност
Изследванията са му в областта на механиката – статика, кинематика, динамика, теория на еластичността, балистика, както и на приложната математика – приложение на комплексните числа и тетранионите, геометрия на триъгълника, приложение на математиката в биологията. Окончателно решава задачата за минималната скорост на снаряда в съпротивителна среда с постоянна гъстота.
Член е на Българското физико-математическо дружество и на Френското физико-математическо дружество. Дългогодишен член е на редакционната колегия на списанието на Българското физико-математическо дружество.